# مورفة ماركوس
مورفة ماركوس (الاسم العلمي: Morpho marcus) هي نوع من الحشرات يتبع جنس المورفة من فصيلة الحورائيات.